# 道士

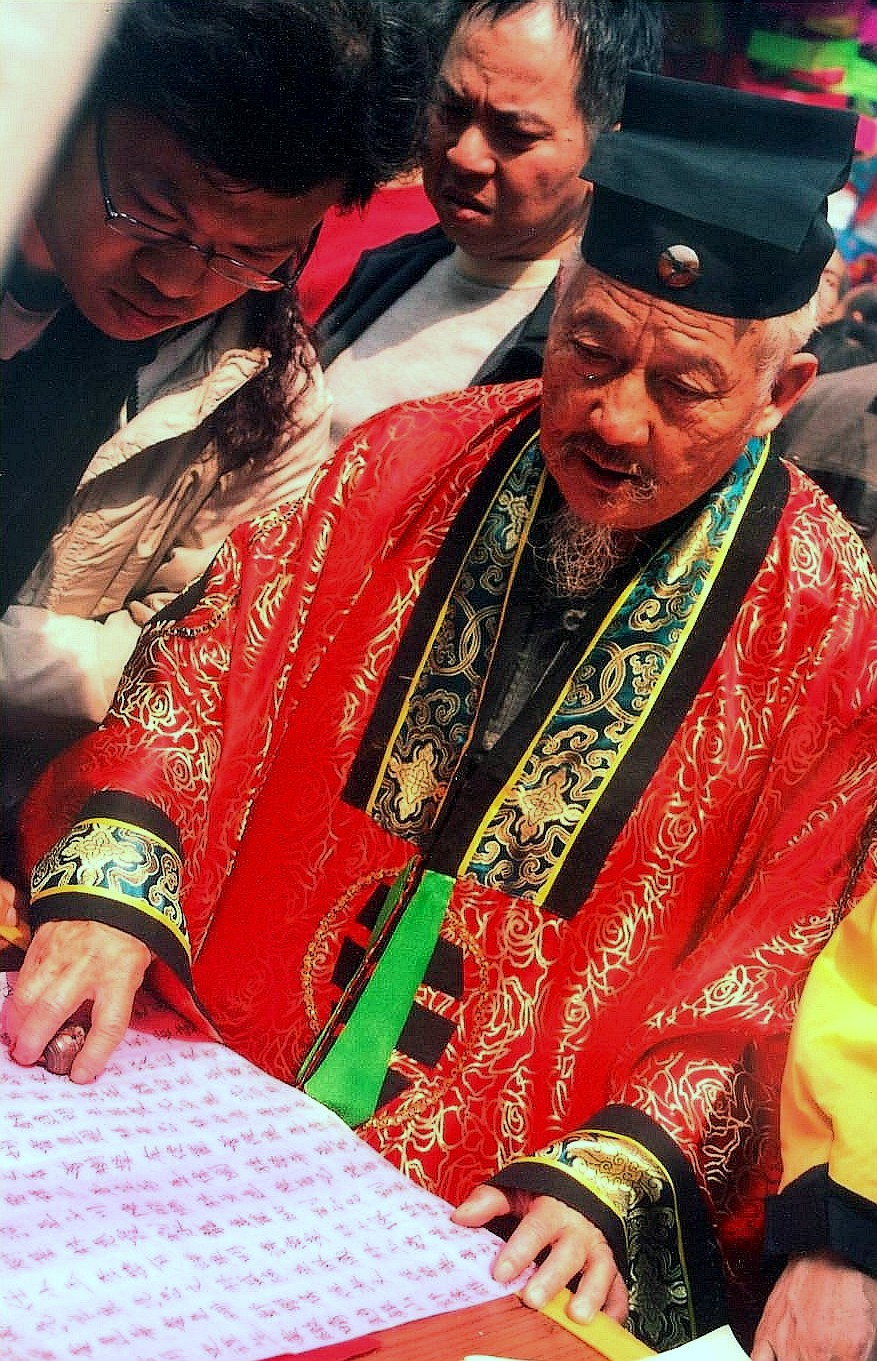
道士

道士（どうし）とは、道教を信奉し、道教の教義にしたがった活動を職業とするもの。
男性の道士は乾道（けんどう）、女性の道士は坤道（こんどう）と呼ばれる。
1997年時点で、中国には2万5000人余りの道士がいた。2011年には10万人の道士がいる。
道士の服装は道袍と称し、中国古代の漢服の一種で、頭には古代の冠巾をかぶり、足には雲履と称する下履きを履いている。
道士は主に宮、道観、道院、廟、洞などと称する場所に住まい、そこで宗教活動を行っている。
また宗派によっても形態が異なり、全真教の道士は出家し、頭髪や鬚をのばし、髻をゆっている。また、精進料理を食べ、修養を重んじる。一方、正一教の道士は出家しない、在家の道士で、髪を剃り、護符を書いたり、道教儀礼を行うことを主な活動としている。
日本では1980年代に香港や台湾のキョンシー映画を通して、一躍存在が広く知られるようになったが、娯楽映画では実際の道士が正しく描かれているとはいいがたい。

## 道服
道士が平常、または特に儀礼の時に着用する衣服を道服、道衣という。袖が広い形をしており、白雲観では青藍色で、台南の天壇では儒教的な赤い色を着用している。下着は白色で、足には白色の脚絆のようなものを巻き、靴はフェルト製の黒色の靴を履く。道服の起源は、一部は古代中国のシャーマンの衣裳に、また一部は古代の礼制における衣冠の制度に遡り得ると考えられている。道教成立以前においては、呪医や方士は、樹木の葉を纏ったり羽毛で製作した特別な羽衣を着けて活動した可能性があるとされている。

## 道帽
道士が頭に戴する巾の類、および冠。種類は9つある。道教では頭髪にも神が居るとし、仏教のように剃髪せず、頭に巾や冠を戴することが制度として存在する。

## 食事
道士の食事の主食はお粥である。白雲観においては、現在は米のお粥だが、1942年当時は粟のお粥を食していた。いわゆる精進料理で、朝食はお粥と漬物、昼食や夕食はお粥と白菜、豆腐、キュウリなどで、肉や魚は出ず油も動物性のものは使われていない。